# Peter Baldacchino

Wappen von Peter Baldacchino

Peter Baldacchino (* 5. Dezember 1960 in Sliema, Malta) ist ein maltesischer Geistlicher und römisch-katholischer Bischof von Las Cruces.

## Leben
Peter Baldacchino empfing am 25. Mai 1996 das Sakrament der Priesterweihe für das Erzbistum Newark.
Am 20. Februar 2014 ernannte ihn Papst Franziskus zum Titularbischof von Vatarba und bestellte ihn zum Weihbischof in Miami. Der Erzbischof von Miami, Thomas Gerard Wenski, spendete ihm am 19. März desselben Jahres die Bischofsweihe. Mitkonsekratoren waren der Erzbischof von Nassau, Patrick Christopher Pinder, und der Erzbischof von Kingston in Jamaika, Charles Henry Dufour.
Am 15. Mai 2019 ernannte ihn Papst Franziskus zum Bischof von Las Cruces.